# Tantalus Fossae
Tantalus Fossae és una estructura geològica del tipus fossa a la superfície de Mart, situada amb el sistema de coordenades planetocèntriques a 67.22 ° de latitud N i 291.08 ° de longitud E. Fa 2.361,86 km de diàmetre. El nom va ser fet oficial per la UAI l'any 1973 i pren el nom d'una característica d'albedo localitzada a 35 ° de latitud N i 110 ° de longitud O.